# Кукрем
Кукрем (мар. Кукурем) — деревня в Мари-Турекском районе Республики Марий Эл. Входит в состав Карлыганского сельского поселения.

## География
Находится в восточной части республики Марий Эл на расстоянии приблизительно 40 км по прямой на юго-восток от районного центра посёлка Мари-Турек.

## История
Основана в XIX веке крестьянами из северной части Малмыжского уезда Вятской губернии. В 1940 году здесь было 33 двора, 141 житель. После войны в деревне осталось 27 дворов. в 1970 году в деревне было 119 человек, а в 1979 году — 89 человек. В 2000 году в деревне осталось 14 домов. В советское время работали колхозы «Кукремский», «Большевик», совхозы имени Кирова и «Восход».

## Население
Население составляло 65 человек (мари 97 %) в 2002 году, 61 в 2010.

## Известные уроженцы
Сушкина Светлана Сергеевна (род. в 1946) — марийская советская и российская актриса театра, солистка-вокалистка, исполнительница марийских песен. Артистка хора, солистка, заведующая оперной труппой Марийского театра оперы и балета имени Э. Сапаева (с 1977 года). Народная артистка Марийской ССР (1991). Лауреат Национальной театральной премии имени Й. Кырли (2001).